# Жан IV де Вержи
Жан IV де Вержи (фр. Jean IV de Vergy; ум. 1461) — бургундский военачальник и государственный деятель.

## Биография
Сын Гийома де Вержи, сеньора де Пон-сюр-Сон, Монтено и Арк, и Изабо де От-Рибопьер.
Сеньор де Сен-Дизье, Виньори, Ла-Фош, Пор-сюр-Сон, Монтено, и прочее.
Ко времени смерти отца, погибшего в битве при Никополе, был несовершеннолетним, и находился под опекой матери. С согласия деда, Жана III Великого, сеньора де Фувана, жалованной грамотой от 24 марта 1399 по праву субституции получил Монтено и шестую часть соляных копей Салена. Луи де Шалон, граф Осера и Тоннера, в 1403 году апробировал это дарение, как зависящее от его фьефа Шательбелен. Затем унаследовал ряд владений от матери и ее родственников.
10 октября 1418 в лье от Шамплита произвел раздел наследства Жана III с дядей, Антуаном де Вержи, в результате чего получил право носить полный герб де Вержи, сеньорию Фуван с многочисленными зависимыми владениями, где осуществлял право верховной юстиции, несколько других сеньорий и сенешальство герцогства Бургундского с содержанием в 200 турских ливров в год, резиденцией в Дижоне и виноградниками в городе и предместье.
Находился на службе бургундского герцога Жана Бесстрашного, которого сопровождал на встречу в Монтеро, где герцог был убит. В 1420 году присутствовал при подписании договора в Труа. В ходе войны Антуана де Водемона с Рене Добрым действовал на стороне противников Лотарингии, и в 1430 году вместе с дядей и маршалом Бургундии Антуаном де Тулонжоном оказал помощь замку Шапп, осажденному войсками Рене.
В 1433 году командовал в войне семейства де Вержи с Гийомом де Шатовиленом, из вражды к их дому принявшим сторону Карла VII. В этой кампании, кроме Антуана и Шарля де Вержи, сеньора д'Отре, под командованием Жана находились Гийом де Бофремон, Гийом де Вьен и другие знатные сеньоры. В короткий срок завоевав большую часть крепостей противника, Жан де Вержи с 12 сотнями людей осадил замок Грансе, и через три месяца заставил защитников во главе с Дени де Сен-Флуром, сдаться, несмотря на помощь в 16 сотен бойцов, которую привели осажденным Робер де Бодрикур, Лижье де Тентёй и другие сеньоры.
По сообщению Ангеррана де Монстреле, герцог Бургундский передал завоеванную крепость сеньору де Тилю, брату Гийома де Шатовилена, а Жана де Вержи с бургундскими и пикардийскими капитанами отправил к Лангру, где Шатовилен был губернатором Карла VII. После нескольких стычек в окрестностях города, не добившись существенного успеха, войска вернулись в Бургундию.
«Этот Жан де Вержи был одним из наиболее храбрых и преданных служителей, каких имел герцог». По этой причине Филипп Бургундский на третьем орденском капитуле, состоявшемся в Дижоне в 1433 году на праздник святого Андрея, принял его в рыцари ордена Золотого руна.
В 1435 году, отправившись на переговоры с королем Франции, закончившиеся подписанием Аррасского договора, герцог оставил Жана в качестве губернатора Бургундии, для ведения дел в его отсутствие. После подписания мира Жан де Вержи верно служил королю Франции против его врагов, изгнав англичан из двух крепостей, которые те удерживали в Шампани, на границе с Барруа: Ножан-ан-Бассиньи и Монтиньи-ле-Руа.
В 1438 году Жан де Вержи был одним из бургундских вельмож, помогавших Жану де Грансону, сеньору де Пем, в распре с Жаком де Шабанном. В следующем году отразил банды живодеров, которые Бурбонский бастард, Антуан де Шабанн, Пьер Рено и другие главари наемников привели через Лотарингию для грабежа бургундских земель. Несмотря на то, что у грабителей была отобрана большая добыча, Жан де Вержи в том же году был вынужден продать Оливье де Лонгви, сеньору де Рану, замок Артофонтен с несколькими деревнями, за 4000 франков монетой графства Бургундского.
В 1440 году был вызван королем в Лангр, где передал монарху Ножан-ан-Бассиньи, получив ежегодный пенсион в тысячу ливров и возмещение трех тысяч золотых экю, которые Жан заплатил англичанам за очищение этого места.
В 1442 году Жан де Вержи предоставил жителям Сен-Дизье привилегии, впоследствии подтвержденные Генрихом IV 2 июня 1597, и зарегистрированные парламентом 21 июня. В том же году он присутствовал на встрече герцога Бургундского с императором Фридрихом III в Безансоне. В следующем году стал одним из наследников Антуана де Вержи.
В 1446 году начал в парламенте тяжбу с графом Антуаном де Водемоном из-за сеньории Ла-Фош. Из-за этого не смог прибыть на празднество Золотого руна в Гент, и Оливье де Ламарш специально отмечает отсутствие столь знатного рыцаря, приславшего с извинениями своих прокуроров.
В последующие годы, в основном, занимался улаживанием владельческих проблем и вопросами наследства. Умер в субботу в канун дня Квазимодо (антипасхи) 1461 года.

## Семья
- Жена (контракт 18.03.1437): Маргарита де Ларошгийон (ум. до 1480), дочь Ги де Ларошгийона, королевского камергера, и Перетты де Ларивьер. Столь поздний брак Андре Дюшен объясняет тем, что Жан де Вержи долгое время не думал о женитьбе, но, находясь далеко от границ Бургундии, в Шиноне в Турени, он был впечатлен благородством и достоинствами Маргариты и остановил на ней свой выбор. Приданое невесты составляло 15 тыс. ливров, из которых король обещал внести 5 тысяч (и еще раз подтвердил свое обещание в 1440 году). После бракосочетания Жан де Вержи был назначен королевским советником и камергером.

Брак был бездетным. В 1452 году Жан определил наследником своих владений и должности сенешаля кузена Шарля де Вержи, сеньора д'Отре.